# Cal Tjader with Willie Bobo and Mongo Santamaria - Latino!
Albums de Cal Tjader
Latino! Cal Tjader Plays Harold Arlen
Cal Tjader with Willie Bobo and Mongo Santamaria - Latino! est une compilation de la discographie de Cal Tjader couvrant tous les titres de 2 albums studio de 1960. Elle met en exergue la collaboration des 3 musiciens à cette période.

## Titres
1. Manila - 4:45  ∫ de Mongo Santamaria
2. Key Largo - 3:33 ∫  de Benny Carter, Karl Suessdorf et Leah Worth
3. Tumbao - 6:43 ∫ de Rubén González et Cal Tjader
4. Bludan - 3:02 ∫ de Eddie Cano
5. Chispita - 3:23 ∫ de Eddie Cano
6. September song - 3:35	∫ de Maxwell Anderson et Kurt Weill
7. Cal's pals - 3:34 ∫ de Eddie Cano
8. Para ti - 3:20  ∫ de Mongo Santamaria
9. Mamblues - 4:36 ∫ de Clark Terry et Cal Tjader
10. Afro blue - 5:30 ∫ de Mongo Santamaria et John Coltrane (version écourtée)
11. Cuban fantasy - 6:24 ∫ de Ray Bryant (version écourtée)
12. Rezo  5:55 ∫ de Rey Guerra et Edu Lobo (version écourtée)
13. Mambo terrifico  4:14 ∫ de Jose Lozano
14. A Night in Tunisia 8:35  ∫ de Dizzy Gillespie et Frank Paparelli (version écourtée)
15. The Continental 4:40  ∫ de Con Conrad et Herbert Magidson

## Personnel & Enregistrement
On retrouve 5 formations de Cal Tjader sur cet album.
- Compilation des enregistrements studio de 1960. Réalisée à partir des bandes masters des albums édités par Fantasy Records.

## Design de couverture
- Illustration : reprise de couverture originale du LP de 1960 « Latino ! »[5].

## Informations de Sortie
- Année de Sortie : 1994
- Intitulé : Cal Tjader with Willie Bobo & Mongo Santamaria - Latino!
- Label : Fantasy Records
- Référence Catalogue : Fantasy F 24732 ou Fantasy FCD 24732-2
- Format : CD
- Liner Notes : Auteur non connu[6].

## Observations particulières
Cette compilation s'articule autour de la collaboration de Willie Bobo et Mongo Santamaria avec Cal Tjader, sur 2 albums. Elle traduit, et exprime bien le « son Latin jazz » comme l'entendait de Cal Tjader.
Cet album reprend les titres de Demasiado Caliente (9 titres studio), et de Latino! (6 titres studio dont 4 ont été écourtés par rapport à la version LP d'origine pour rentrer au niveau du minutage sur le format CD). Contrairement à ce qui est indiqué sur certaines discographies, cette compilation est récente : elle date de 1994. Par contre, elle couvre l'année  1960 de la carrière musicale de Cal Tjader. Les titres studio du LP original Latino! ont été enregistrés postérieurement aux enregistrements live avec Willie Bobo et Mongo Santamaria. Tous ont été largement joués précédemment en concert avant d'être réenregistrés en version studio pour l'album Latino!: ce qui explique la critique ci-dessous et notamment leur aisance de jeu en session d'enregistrement.
Rappelons ici, que Cal Tjader est avant tout un musicien de scène.

### Critique de l'album (traduit de l'article de Scott Yanow, All Music Guide)
Le vibraphoniste Cal Tjader est aux commandes de 5 formations différentes tout au long de ce CD mais les identités des flûtistes, les bassistes et des pianistes sont moins importants que le savoir-faire de Tjader, Willie Bobo (Batterie et timbales) et du grand conguero Mongo Santamaria présents sur chaque sélection. La musique nous cuisine vraiment à la sauce latine avec des percussions torrides de formations inspirées et occasionallement agrémentées de solos de sidemen (tels que les pianistes Lonnie Hewitt ou Vince Guaraldi, le contrebassiste Al McKibbon et le flûtiste Paul Horn). Le sommet de cet album est atteint avec des versions latinisées de « Key Largo » et « September Song, » "Night in Tunisia," « The Continental » et une version définitive « Afro Blue » par Santamaria." C'est du Jazz latin dans ce qu'il a de plus excellent.( ~ Traduit. Voir l'article original de Ken Dryden, All Music Guide 1)